# Intressentföreningen för processäkerhet
Intressentföreningen för processäkerhet, IPS, är en förening som arbetar för att förhindra olyckor som brand, explosion och okontrollerat utflöde i anläggningar som hanterar farliga ämnen, genom ökad medvetenhet och kunskap om risker och åtgärder som krävs för att minimera riskerna.
Bland medlemmarna finns en stor del av den svenska processindustrin, ansvariga myndigheter, dvs. Arbetsmiljöverket, Myndigheten för samhällsskydd och beredskap samt Länsstyrelsernas Seveso-handläggare.
Varje vår och höst ordnar IPS endagskurser inom olika ämnen som är viktiga för processäkerhet. IPS har även en webbaserad utbildning i processäkerhet. Vid olika tillfällen ordnar IPS därutöver seminarier med olika föreläsningar i aktuella ämnen om processäkerhet, till exempel på industrimässor.